# Enig Toekomstgericht Alternatief
Enig Toekomstgericht Alternatief (ETA) is een Belgische lokale politieke partij te Heist-op-den-Berg.

## Geschiedenis
Een Tegen Allen (ETA) werd opgericht als eenmanspartij in de aanloop van de gemeenteraadsverkiezingen van 1994 door Jan Baestaens. Eigenhandig buste hij toen 13.000 flyers. Die stembusgang overtuigde ETA 1420 kiezers (5,37%), goed voor een zetel in de Heistse gemeenteraad. Bij de stembusgang van 2000 was ETA uitgegroeid tot een volwaardige partij met meerdere kandidaten op de kieslijst. Kernwoorden die bij deze campagne werden gebruikt om de partij te omschrijven waren onder meer: "Sociaal, cultureel, economisch, financieel en ecologisch". ETA verzamelde ditmaal 1.890 van de stemmen (7,01%), goed voor 2 verkozenen (Baestaens en Daniël Van Dessel) en een OCMW-raadslid.
Bij de verkiezingen van 2006 was Baestaens wederom lijsttrekker. Lijstduwer deze stembusgang was Ludo Verlinden. Belangrijkste actiepunt tijdens de campagne was de 'uitbreiding van het cultuurcentrum'.. De partij incaseerde een klein verlies ten overstaan van 2000 en strandde op 1.560 (5,49%) stemmen. Enkel Baestaens werd hierdoor afgevaardigd naar de Heistse gemeenteraad. In 2012 overtuigde de partij 1.706 (5,82%) kiezers, goed voor wederom één verkozene. Ook nam de partij dat jaar deel aan de provincieraadsverkiezingen. Ze behaalde daarbij 1.422 stemmen oftewel 0,13% van het totaal aantal uitgebrachte stemmen.
Voor de stembusgang van 2018 vormde de partij een kartel met Groot-Heist Anders (G-HA), de alliantie trok naar de verkiezingen onder de naam ETA+. Het kartel overtuigde die verkiezingen 8,01% van de kiezers, goed voor twee verkozenen. Voor ETA werd Jan Baestaens (opnieuw) verkozen, voor 'Groot-Heist Anders' werd Marcel Van Hoof in de gemeenteraad gestemd. Kort daarop - in maart 2019 - verliet Dirk Van den Broeck ETA+. In augustus 2024 maakte ook Van Hoof bekend de tweemansfractie te verlaten. Bij de verkiezingen van 2024 kandideerde hij als onafhankelijke op de Lijst voor Heist. In de aanloop naar deze verkiezingen werd de betekenis van de partijnaam gewijzigd naar Enig Toekomstgericht Alternatief. Bastaens was daarbij voor de zesde maal lijsttrekker. Ook nam de partij wederom deel aan de provincieraadsverkiezingen. Lijsttrekker voor de provincie was daarbij Emma Arblaster.
E.T.A. poogt om de meerderheid te doen afzien van prestigieuze projecten die, zo betuigen ze, bijna alle in het centrum van Heist plaatsvinden. In plaats daarvan wil E.T.A. dat uitgaven gebeuren voor zaken die prioritair zijn en de bevolking en personeel direct aanbelangen.